# برقونية
برقونية (الاسم العلمي periconia)، جنس فطور مجهرية من الدخيات وفصيلة اللطحيات. مشيجه مداد قليل الكثافة والوضوح. جربه الكنيدية بسيطة التركيب تحمل في أطرافها شفيرات رافخة تعلوها كنائد كروية الشكل، فردية التجميع، عابقة الألوان أنواعه عديدة معظمها رميّ يعيش على المواد النباتية المنحلة.